# Паннарано
Паннарано (итал. Pannarano) — коммуна в Италии, располагается в регионе Кампания, подчиняется административному центру Беневенто.
Население составляет 1996 человек, плотность населения составляет 181 чел./км². Занимает площадь 11 км². Почтовый индекс — 82017. Телефонный код — 0824.
Покровителем коммуны почитается святой Иоанн Предтеча, празднование 24 июня.